# Mamie Van Doren
Mamie Van Doren (ur. 6 lutego 1931 w miejscowości Rowena, w Dakocie Południowej) – amerykańska aktorka, symbol seksu.

## Życiorys
Córka Warnera Carla Olandera (zm. w 1992) i Lucille Harriet Bennett (zm. w 1995).
Karierę filmową rozpoczęła w 1951 roku. Pierwszym obrazem, w którym wystąpiła był Footlight Varieties. 20 stycznia 1953 podpisała kontrakt z Universal Studios. Wytwórnia spodziewała się, że Mamie odniesie taki sam sukces, jak inny symbol seksu – Marilyn Monroe.
W 1987 roku wydała autobiografię pt. Playing the Field.
Jej obecnym mężem jest Thomas Dixon (wzięli ślub w 1979).
W 2011 wydała swoją pierwszą i jak dotąd jedyną płytę pt. Still a Troublemaker.

## Filmografia
- Footlight Varieties (1951)
- His Kind of Woman (1951)
- Two Tickets to Broadway (1951)
- All American (1953)
- Forbidden (1953)
- Hawaiian Nights (1954)
- Yankee Pasha (1954)
- Francis Joins the WACS (1954)
- Ain’t Misbehavin’ (1955)
- The Second Greatest Sex (1955)
- Running Wild (1955)
- Star in the Dust (1956)
- Untamed Youth (1957)
- The Girl in Black Stockings (1957)
- Jet Pilot (1957) (film nagrywano w latach 1949–1953)
- Teacher’s Pet (1958)
- High School Confidential! (1958)
- Born Reckless (1958)
- Guns, Girls, and Gangsters (1959)
- The Beat Generation (1959)
- The Beautiful Legs of Sabrina (1959)
- The Big Operator (1959)
- Girls Town (1959)
- Vice Raid (1960)
- College Confidential (1960)
- Sex Kittens Go to College (1960)
- The Private Lives of Adam and Eve (1960)
- The Blonde from Buenos Aires (1961)
- The Candidate (1964)
- 3 Nuts in Search of a Bolt (1964)
- The Sheriff Was a Lady (1964)
- The Las Vegas Hillbillys (1966)
- The Navy vs. the Night Monsters (1966)
- You’ve Got to Be Smart (1967)
- Voyage to the Planet of Prehistoric Women (1968)
- The Arizona Kid (1971)
- That Girl from Boston (1975)
- Free Ride (1986)
- Hollywood Uncensored (1987) (dokument)
- King B: A Life in the Movies (1993)
- The Vegas Connection (1999)
- Slackers (2002)